# نوکیا ایکس‌آر۲۰
نوکیا ایکس‌آر۲۰ (به انگلیسی: Nokia XR20) یک تلفن هوشمند مبتنی بر اندروید با نشان نوکیا است که توسط اچ‌ام‌دی گلوبال ساخته شده‌است.